# Stadion Obilića Poljana
Stadion Obilića Poljana – wielofunkcyjny stadion w Cetynii, w Czarnogórze. Może pomieścić 5000 widzów. Swoje spotkania rozgrywa na nim drużyna FK Lovćen.